# チェーンソー

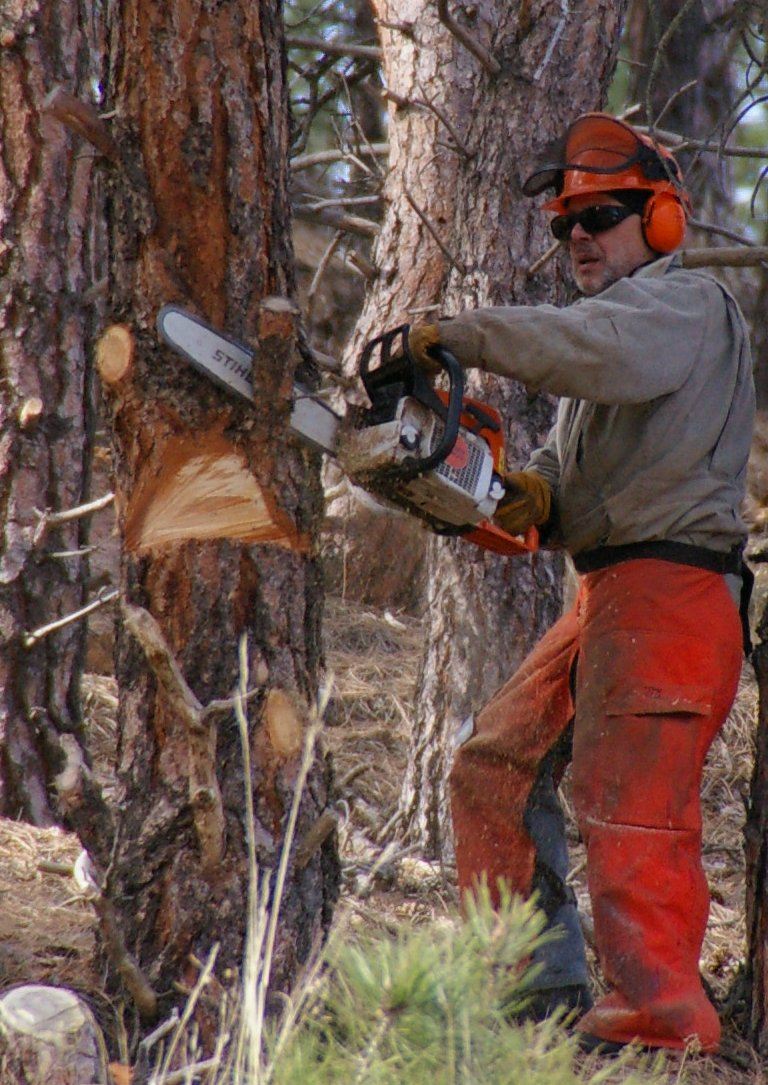
チェンソーで木を切っている作業者。

チェーンソー（英: chainsaw, chain saw）は、多数の小さな刃がついたソーチェーンを動力により回転させて、鋸と同様に対象物を切ることができる動力工具の一種である。主に林業や製材で使われる。日本語では鎖鋸（くさりのこ）という。
業界では古くからの読み方でチェンソーと表記するが、なじみのない一般の間ではチェーンソーと呼ばれ、労働安全衛生法や、全国森林組合連合会、全国林業労働力確保支援センター協議会、中央労働災害防止協会など一部の関連団体でもチェーンソーと表記している。以下の本文内でも固有名詞等の例外を除きチェーンソーで統一する。

## 構造
一般的なチェーンソーは、本体とカッティングアタッチメントから構成される。互換性があれば、異なる種類の本体とカッティングアタッチメントを交換して使用できる。

### 本体
本体は動力を発生させるエンジン（またはモーター）とその制御装置、使用者が機械を保持するためのハンドル、燃料タンク（またはバッテリー）、チェーンオイルタンク、各種の安全装置とそれらを格納するケースからなる。
- 動力：動力は2ストロークガソリンエンジンか電動モーターが用いられる。電力は一般の電動工具のように装着されたバッテリーやコンセント、背負ったバッテリーからコードで給電する。エンジンにはエアフィルター、キャブレター、マフラー、リコイルスターターが付属する。
- 制御装置：右手で保持するほうのハンドルに取り付けられたトリガーを引くことで回転数を制御する。このトリガーはエンジンチェーンソーの場合はキャブレターの開き方を、電動チェーンソーの場合はモーターの回転数（またはON/OFF）を加減する。他に、エンジンを停止するためのスイッチや、エンジンを始動するときに用いるチョークを操作するレバーがあり、これらはハンドルを持ったまま右手で操作できるような位置に取り付けられている。
- ハンドル：2つのハンドルがあり、利き腕の左右に関わらず、前のほうのハンドルを左手で、後のほうのハンドルを右手で握る。
- 燃料タンク：ガソリンとエンジンオイルを混合した燃料を入れる。詳しくは2ストロークエンジンの項を参照。
- チェーンオイルタンク：エンジンオイルとは別に、チェーンを潤滑するオイルを入れる。チェーンオイルは消耗品で、チェーンの回転に応じてタンクから吸い出され、チェーンを潤滑する。オイルは切削した木（おがくず）などと一緒に外部に廃棄される。チェーンオイルには鉱物油由来のもののほかに、生分解性を持つ植物油由来のものがある。
- 安全装置：回転中に切れて飛んだチェーンを受け止める後ろハンドガード、チェーンキャッチャー、チェーンの回転を止めるチェーンブレーキ、エンジンの振動が手に伝わらないようにする防振スプリング、防振ゴムが含まれる。電動チェーンソーの場合は意図的に始動が困難になる設計がされている（ボタンの長押し、複数のボタンを同時に押す、機械的にスイッチにロックを取り付けるなど。）。
- ケース：金属、またはプラスチックのケースで、いくつかの部分は内部の機構を調節、清掃できるように取り外せる。

### カッティングアタッチメント

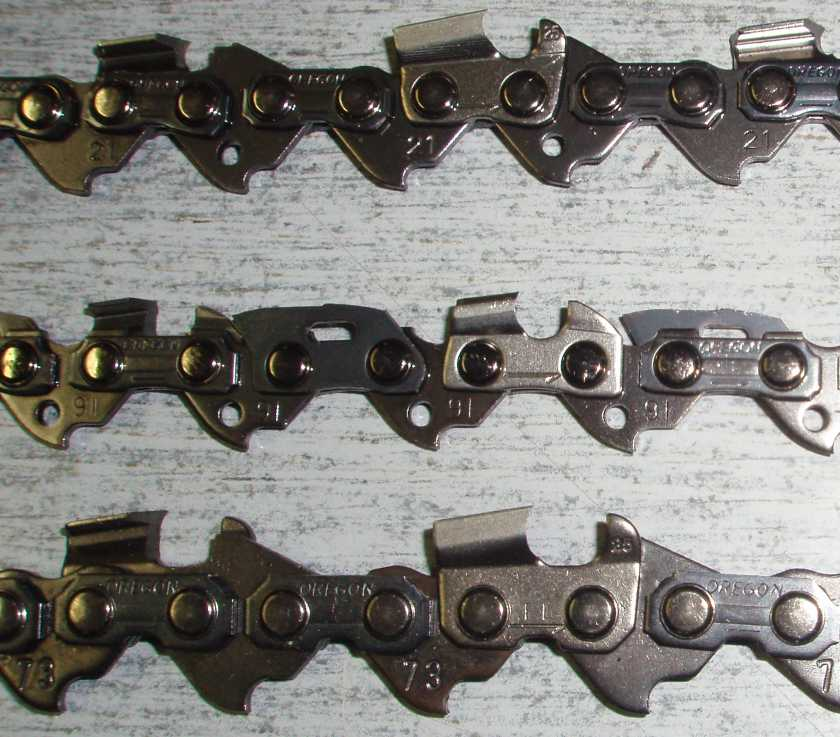
チェーンソーの刃。上に突起しているのがカッター、下に突起しているのがドライブリンク。

エンジンやモーターで発生された動力を受けて回転するソーチェーンと、これを誘導するガイドバーからなる。
- ソーチェーン：ローラーチェーンに類似した構造で、木を削るカッターと駆動力を受け止めるドライブリンクをいくつも連ね、タイストラップで相互に連結してエンドレスにしたもの。
- ガイドバー：長さおよそ30 - 60cm、幅およそ10cm、厚さおよそ4mmの金属板で、厚み部分には幅およそ1mmの溝がある。この溝にドライブリンクの突起を差し込み、ソーチェーンを巻きつけて本体と接続する。

ガイドバーとソーチェーンは長さ、形状、得意とする作業種類ごとにいくつかの異なる種類が製造されている。行おうとする作業（太い木を伐採する、細い木を伐採する、木から枝を払い落す、丸太を切る、彫刻をする、など）や持ち運びやすさ（庭で使用するのか、山林内を移動しながら使用するのか）に応じて最適なガイドバーとソーチェーンを選択し、同じ本体に取り付けることが出来る。

## メンテナンス
販売店や修理店に依頼すれば、必要なメンテナンスを受けられる。簡単な点検、整備、部品交換などは使用者自身が行うこともできる。
- 清掃：木を切ったときに発生するおがくずや、飛び散ったオイル、泥などの汚れを清掃する。
- カッターの研ぎ（目立て）：丸やすりでカッターを研ぐ。定期的な目立ては必須の作業であり、林業などでは休憩を兼ねて行うほど頻繁に行う。不適切に研がれたカッターは切れにくいばかりでなく、キックバックの危険性、燃料消費や振動を大きくするが、いくつものカッターをすべて適切に研ぐのは練習を積まなければ困難で、メーカーは補助工具を販売している。
- 点検：破損や部品の脱落が発生していないか、摩耗したり劣化したりして交換を必要とする部品がないか点検する。
- 調整：アイドリング回転数やチェーンオイル吐出量が最適になるよう調節する。
- 修理：破損、摩耗、劣化した部品を交換する。
- 給油：燃料やチェーンオイルを給油する。

## 安全対策

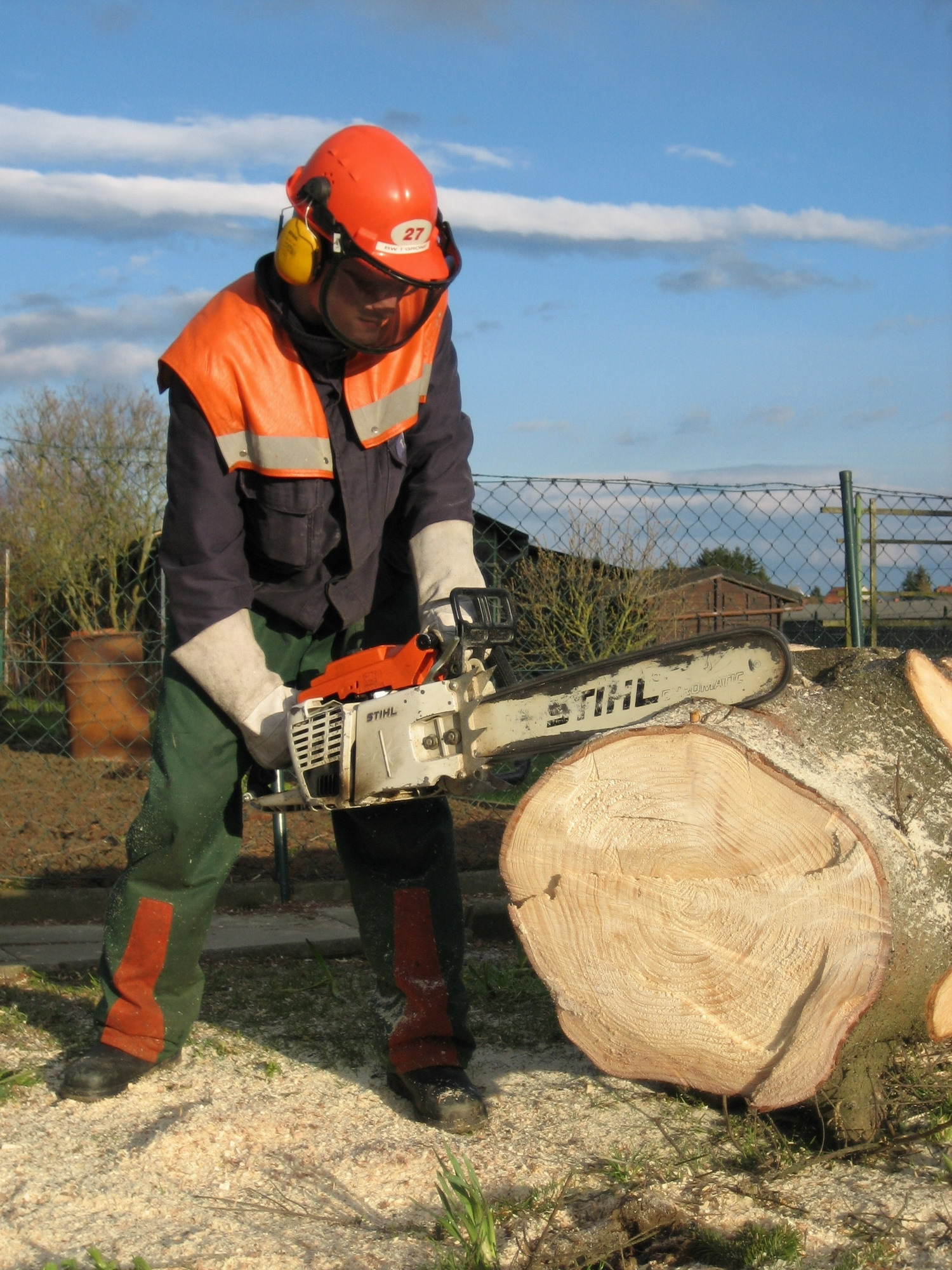
保護具を着用したチェンソー使用者。

チェーンソーはそれ自体が高速で駆動する刃物であり、さらに騒音、振動、木くずを発生させる。また、チェーンソーを使って木を切るときは、切った木によって使用者が傷つけられる可能性もある。これらの複合的な危険性から使用者を守るため、メーカーによって以下のような安全対策が提供されている。

### 個人用保護具
- ヘルメット：枝等の飛来落下、転落、墜落から頭を保護するために着用する。また、森林内だけではなく転倒時に頭を守るためにも作業時は必ず着用する。
- 顔面保護具：飛散するおがくずから顔を保護する。顔を覆うメッシュ製等のスクリーン。
- 保護めがね：スクリーンを通り抜ける細かい塵から目を保護する。また、太陽光の眩しさ軽減のためUVカットが入ってるものを選ぶと良い。
- イヤーマフ：エンジンの騒音によって難聴になるのを防ぐ。しかし、同僚等の緊急合図が聞こえづらくなるので合図の仕方に工夫すること。
- 安全防護ズボン：ソーチェーンが当たった時に、ズボン内の特殊繊維がスプロケットに絡まりソーチェーンが止まる仕組みである。チャップスと言われる前掛け型もある。2019年（令和元年）8月1日以降、労働作業時は義務化され罰則の対象になっている。
- チェンソーブーツ：足を保護する材質が入っている。

### 機械自体の対策
- エンジンを止めるほどではないが、短時間チェーンソーを使わないときにチェーンの回転を止める「チェーンブレーキ」を備えている。
- チェーンソーを使わないときにすぐにエンジンを止められるよう、スイッチを操作しやすい位置にレイアウトしている。
- 白蝋病の原因となる振動を減らすため、エンジンとハンドルの間に振動を減衰するスプリングやゴムブッシュを備えている。日本の労働安全衛生法では、ハンドルにおける振動加速度を29.4m/s2（3G）以下とするよう定められている。
- 各国の排気ガス規制に適合するようエンジンを改良している。
- 騒音を少なくするマフラーを備えている。
- キックバック[注 1]が発生しにくいような形状のソーチェーンを開発している。例えば、ブレード先端を細くして同時に掛かるコマ数を少なくすることや、カバーを装着して先端のコマが対象物に当たらないようにしている。
- キックバックが発生した時に、前ハンドルを握っている手が自然にチェーンブレーキを作動させられるように、ブレーキレバーの形状を工夫している。
- 上記の振動、騒音、排気ガスの内燃機関に起因する問題の対策として、電気式チェーンソーがある。
- 電動式の場合は不用意に起動しないように、トリガーとともに複数のボタンを同時に操作する安全装置がついている場合がある。

### 法令・規制
- 日本の労働安全衛生法では、「業務としてチェーンソーを使う人は、特別教育修了済みでなければならない」としている。エンジンの大きさに関係なく、電気チェーンソーも含まれる。
- 使用者が白蝋病（振動障害）にかかることを防ぐため、労働省（現在の厚生労働省）通達によって、1日当たり使用者が受ける振動量の総量が規制されている[2]。それによると、振動が激しいチェーンソーでは使用時間が短く、振動が少ないものでは使用時間が長くなるが、その通達では目安として「一律に1日あたり2時間以内」「一連続作業時間10分以下」とも記述されている[3]。
- 林業・木材製造業労働災害防止協会の会員向け規程では、法的な拘束力こそないものの、事業者（雇用者）や作業者（従業員）が行うべき種々の安全対策を定めている。

## 林業・製材以外での使用

### チェーンソーアート

チェーンソーアートによるだるまちゃん木像。かこさとし ふるさと絵本館「砳」に展示。

木をチェーンソーで切ったり削ったりしてつくる彫刻、あるいはその制作過程を観客に見せるパフォーマンス。チェーンソーカービング（彫刻）とも言う。チェーンソーアート用のガイドバーは先端が細い『カービングバー』が装着されており、突くような操作をしてもキックバックが発生しにくい設計になっている。その結果、細かい造形が出来る。
通常のチェーンソーでもチェーンソーアートは可能であるが、上記の通りキックバックによる怪我のリスクは非常に高い。チェーンソーアートの団体によっては通常のチェーンソーのみを使った『クラシックス』という種目があるが、危険なため参加資格を厳格にしている。
チェーンソーアートでのチェーンソーの操作は一般的な林業の作業では禁止されていること（先端で突いたり、上側のブレードを使って仕上げるなど）が含まれる。また、前述のとおり一般林業で使う機材とは異なる。このため、習得するためには専門の知識と訓練が必要である。
城所ケイジがチェーンソーアーティストとして世界的に有名である。

### コンクリートソー
工事や災害救助のため、鋼材、コンクリート、アスファルト、石材などを切断できるチェンソーもある。

### ジャグリング
ジャグリングで稼働中のチェーンソーを使うことがある。火のついた松明や刃物など一般的に危険な物の一つとしてチェーンソーが選ばれる。

## 歴史

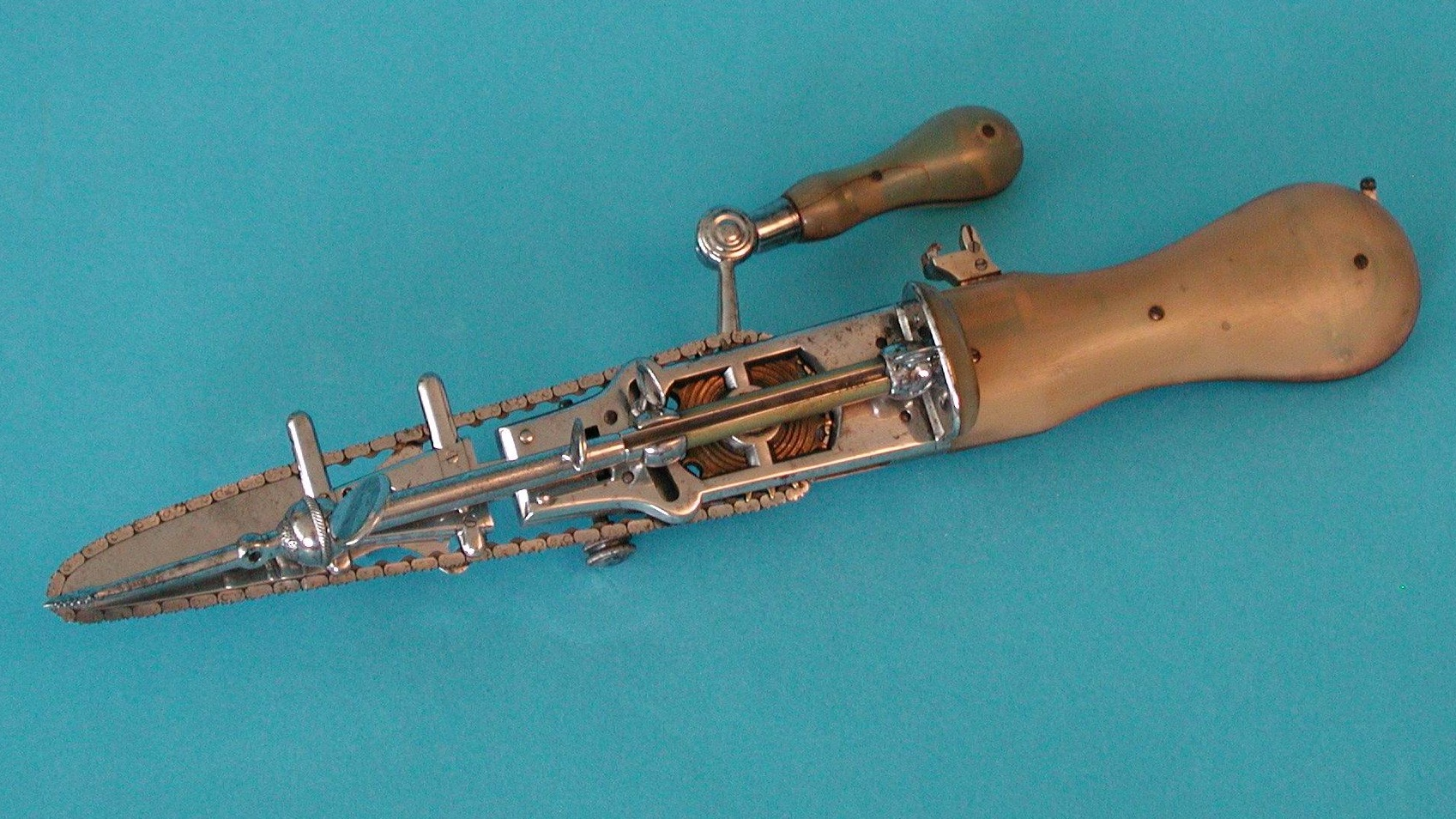
医療用に開発されたオステオトーム

その起源に関しては諸説あるが、最初のチェンソーはおそらく1830年頃にドイツの整形外科学者ベルナルト・ハイネ（Bernard Heine）によって作られた。開発されたオステオトーム（osteotome）は傾いた小さな刃のついたチェーンの環を持ち、骨の切断に用いられた。チェーンは、鎖歯車のクランクを回すことによって、ガイド部の周囲を移動する仕組みだった。
現代のチェンソーの成立に大きく寄与したのは、ジョゼフ・ビューフォード・コックスとアンドレアス・シュティールの二人である。後者は1926年にチェーンソーの特許を取り、1929年にはガソリンエンジンで動くチェーンソーを大量生産する企業を設立した。世界初のガソリン動力チェーンソーを開発したのはドルマー社の創立者エミール・ラープ（Emil Lerp）であり（1927年）、彼も大量生産を行なった。ドイツ・FESTOOL（フェスツール）社は1929年に世界最初のポータブル・チェーンソーの発売を開始した。北アメリカのマッカラー（McCulloch）工業機器社もチェンソーの製造を開始した。初期のモデルは重く、長く、二人で扱うように作られた道具であった。あまりに重いため、それらはドラッグソーのように車輪を備えていることもあった。車輪つきの発電機から電線で動力を供給されるものもあった。
第二次世界大戦中にはアメリカ陸軍が前線でチェーンソーを使用した。両端を2人で抱える大型のものであった。終戦後、日本を含めて各国でコピーが進んで国産化への動きが活発になり、世界的に普及するきっかけとなった。1960年代になるとアルミニウム冶金技術とエンジン設計の進歩が、チェーンソーを一人で運べるほど軽くした。1970年代には前述の防振対策が進み、さらに一般に浸透する下地が造られている。2000年代に登場した最軽量のモデルは2.2kgしかなく、枝打ちなどに用いる手斧やノコギリの代替品としても用いられるようになった。しかし、スキッダーとチェーンソー作業者の大部分が起重機に取って代わられた地域もある。
日本では建築用材やパルプなどの木材需要が増加した戦後の昭和30年代から普及し、集材機とともに林業の作業現場では欠かすことのできない機械となった。ただしこの時代のものはほとんどがアメリカなどからの輸入品（ポーラン・マッカラーなど）で重量もかさみ、日本人の体格にとっては扱いづらいものであった。チェーンソーは、林業の分野においてはほとんど完全に、普通の手動鋸に取って代わった。サイズも多様化し、小は電動のものから大は「木こり用」鋸まで幅広い。軍事工学会ではチェーンソーを使う訓練を行なっている。
赤沢自然休養林（長野県木曽郡上松町）の施設内には、『チェーンソー導入の地』の記念碑と看板がある。

## メーカー
代表的なチェンソーメーカーはドイツのスチール（STIHL）、スウェーデンのハスクバーナ、日本のゼノア（ハスクバーナ・ゼノア）、やまびこ（共立と新ダイワが経営統合、現在もブランド自体はそれぞれ健在）などが挙げられる。
また、アメリカのオレゴン・ツールがソーチェーンや、ガイドバーなどを、香港のザマ・グループがキャブレターなどのチェーンソー部品を製造している。

## メディアへの登場

### フィクション
その甲高くうるさい稼働音（動力源が2ストロークエンジンなので、小排気量のオートバイのような音がする）や勢いよく回転する刃といった、一種の暴力的なイメージからか、殺人や拷問に使われる道具としてホラー映画（スプラッター映画）の中では割とポピュラーな存在である。
有名な映画作品として『死霊のはらわた』『悪魔のいけにえ』『テキサス・チェーンソー』『スカーフェイス』『シャークネード』などがある。派生作品の影響から『13日の金曜日』のジェイソンの武器とのイメージが強いが、チェーンソーは使用者にとっても非常に危険な物であり、ジェイソンはチェーンソーを武器として用いたことはない（ただし被害者側がジェイソンへの反撃手段として使用したことはある。ジェイソンが使用した事のあるエンジン付きの凶器は刈払機だけである）。
またバイオハザードシリーズではチェーンソー男やチェーンソーマジニなどといった、チェーンソーを武器とした敵が登場する。
ロボット物のアニメやゲーム、プラモデルなどで、ロボットの武装としてチェーンソーが設定されている作品もある（『マブラヴ オルタネイティヴ トータル・イクリプス』のソ連製戦術機など）。その他、チェンソーを武器として使用する人物が登場する漫画・アニメとしては『怪物王女』『これはゾンビですか?』『BLACK LAGOON』『チェンソーマン』などが挙げられる。
『魔界塔士Sa・Ga』に登場するチェーンソーが「ある理由」で日本のサブカルチャーに与えた影響は大きく、様々な媒体でオマージュされている他、開発元であるスクウェア（現：スクウェア・エニックス）のゲームにもセルフパロディとして取り入れられている。

### その他のエンターテインメント
ジャグリングのパフォーマンスでボールの他にクラブ、松明、刀剣、斧を投げるパフォーマーがいるが、更にチェーンソーを投げる者もいる（Michael Moschenなど）。当然、危険度は非常に高い。
覆面プロレスラーのスーパー・レザー（正体：マイク・カーシュナー）は、入場時に稼働したチェーンソーを振り回しながら客席を練り歩く。その結果、客は怯えながら逃げ惑う光景が演出そのものとなる。
ヨーロッパのモトクロス会場では一部の熱狂的な観客が、バーおよびソーチェーンを取り除いてエンジン部分のみにしたチェーンソーを、チアホーンの代用品としてライダーの応援に使用している光景が見受けられる。
海外では規格外のエンジンに変えてしまう者もおり、アメリカでは自動車用の大排気量V8エンジンを搭載して巨大な原木を数秒で切断してしまうチェーンソーを作ってしまった者も居る。